# مسخره‌ست، نه؟ (ریمیکس ماردر)
«مسخرس نه» (به انگلیسی: Ain't It Funny (Murder Remix)) تک‌آهنگی از هنرمند اهل ایالات متحده آمریکا جنیفر لوپز، است که در ۴ مارس ۲۰۰۲ منتشر شد.
این تک‌آهنگ در چارت بیلبورد هات ۱۰۰ در رتبه اول و در چارت‌های اسکاتلند، بریتانیا، سوئیس جزو ده ترانه اول قرار گرفت.